# Edmundo Eichelbaum
Edmundo Eichelbaum, conocido como “Mondy” entre sus amigos, fue un poeta, periodista y crítico de cine argentino que nació en Buenos Aires el 9 de junio de 1923 y falleció en París, Francia, donde residía, el 13 de abril de 2004. Era hijo del autor teatral Samuel Eichelbaum y sobrino del periodista Edmundo Guibourg.

## Actividades profesionales
Estudió Derecho en la Universidad de Buenos Aires, donde obtuvo el título de escribano, pero dejó su profesión en aras de su pasión por los espectáculos y la literatura. Fue así que se incorporó al cineclub Gente de Cine, cuya comisión directiva integró, lo que le permitió alternar con críticos tan talentosos y populares como Raimundo R. Calcagno (Calki); King, Salvador Sammaritano, Domingo Di Núbila y Héctor Grossi y conocer las expresiones de vanguardia de ese arte y a los realizadores más audaces a nivel internacional. 
Desde muy joven se dedicó a la crítica cultural –cine, teatro, literatura- y al periodismo. Trabajó en los diarios de Buenos Aires Democracia, La Razón y El Mundo —del que fue corresponsal en París— y publicó colaboraciones en el diario Clarín y en las revistas Panorama y Confirmado. Fue director de la revista Pluma y Pincel y participó de numerosos programas radiales. 
Acompañó desde su inicio al Festival Internacional de Cine de Mar del Plata y participó de la Asociación de Cronistas Cinematográficos de la Argentina. También fue guionista en varias películas dirigidas por Leopoldo Torre Nilsson, entre ellas Un guapo del 900 y El santo de la espada. Fue profesor de estética e historia del cine en la Universidad Nacional de La Plata y enseñó castellano en la Universidad de París IV, en Francia.
Eichelbaum, que era miembro de la Academia de Tango de París, escribió una de las más cálidas y certeras biografías de Gardel, Carlos Gardel, la edad de oro del tango que registra ediciones en español y en francés y también diversas colaboraciones para la Historia del Tango que publicó Editorial Corregidor en varios volúmenes. Además, en 1963 se publicó su libro de poemas, Los signos segregados, reeditado y ampliado en 2003.

## Su fallecimiento
Eichelbaum falleció en París, Francia, donde residía desde 1981, el 13 de abril de 2004 a raíz de un paro cardíaco. Estaba casado actualmente con Ester Cisneros y lo había estado en primeras nupcias con Berta Esion, con quien tuvo cuatro hijos.

## Filmografía
Guionista
- Martín Fierro (1968)
- El ojo de la cerradura (1966)
- El mal de los rastrojos (1965)